# Cabinet Rhodri Morgan II
Pour les articles homonymes, voir Gouvernement Morgan.
3e exécutif dévolu du pays de Galles
Morgan I Morgan III
Le deuxième cabinet de Rhodri Morgan, connu sous le nom de « cabinet de partenariat » (de l’anglais Partnership Cabinet), est le troisième exécutif dévolu entre le 16 octobre 2000 et le 7 mai 2003, sous la première mandature de l’Assemblée nationale du pays de Galles.
Il est dirigé par Rhodri Morgan, chef du Labour, qui prend le titre de premier ministre, avec comme adjoint Michael German, chef des Liberal Democrats. Les dirigeants sont pour la première fois à la tête d’une majorité absolue au sein de la chambre élue en mai 1999. Il succède au premier cabinet Morgan (2000) et précède le troisième cabinet Morgan (2003-2007).

## Histoire

### Contexte politique
Après la démission d’Alun Michael du poste de premier secrétaire le 9 février 2000, Rhodri Morgan, alors secrétaire au Développement économique, est choisi par les membres du cabinet pour exercer la fonction de façon intérimaire. Désigné chef du Labour le 11 février, il devient premier secrétaire permanent le 15 février et annonce son cabinet les 22 et 23 février,,,,,.
Le 5 octobre 2000, un accord de coalition intitulé Putting Wales First: A Partnership for the People of Wales est présenté par Rhodri Morgan et par le chef des Liberal Democrats, Michael German, à la tête du quatrième contingent le plus nombreux de l’Assemblée. S’inspirant du premier exécutif écossais de coalition entre le Scottish Labour Party et les Scottish Liberal Democrats, il vise à attribuer deux postes aux démocrates-libéraux dans le cabinet — dont un avec la dignité de « vice-premier ministre » — et doit être soumis à l’approbation des deux formations politiques galloises,,.
Malgré l’opposition de quelques personnalités politiques travaillistes, l’exécutif du Labour accepte l’accord de coalition le 6 octobre 2000. Hostile au partenariat, le secrétaire à l’Éducation des plus de 16 ans et à la Formation Tom Middlehurst démissionne du cabinet le 9 octobre. Dans une réunion extraordinaire du 15 octobre, les démocrates-libéraux donnent leur aval à la formation d’un cabinet de coalition par 130 voix pour, 11 contre et 8 abstentions,,.

### Mise en place et évolution du cabinet
Le cabinet de partenariat est formé le 16 octobre 2000 par Rhodri Morgan. Deux démocrates-libéraux intègrent l’équipe ministérielle : Michael German y est nommé vice-premier ministre et ministre du Développement économique tandis que Jennifer Randerson prend le portefeuille de la Culture et des Sports. Aussi, deux ministres quittent le cabinet : Peter Law, secrétaire au Gouvernement local et au Logement, opposant à l’accord de coalition, et Rosemary Butler, secrétaire à l’Éducation et aux Enfants. Le lendemain, six vice-ministres sont nommés dont un démocrate-libéral,,.
Le 8 juillet 2001, Michael German présente sa démission temporaire au premier ministre pour « protéger l’Assemblée et le gouvernement du pays de Galles » alors qu’une enquête de police sur fond d’abus de biens sociaux le touche. Jennifer Randerson, l’unique démocrate libérale du cabinet reprend sa dignité de vice-premier ministre de façon temporaire tandis que Rodri Morgan récupère le portefeuille du Développement économique. Michael German conserve cependant son siège à l’Assemblée et reste le chef du groupe des Liberal Democrats,.
Une modification des portefeuilles des ministres est effectuée par Rhodri Morgan le 22 février 2002 : Carwyn Jones devient responsable des Affaires d’assemblée tout en gardant les Affaires rurales et Andrew Davies reprend le rôle de ministre du Développement économique exercé jusque-là par le premier ministre de façon temporaire.
Alors que la police ne retient pas de charges à son encontre, Michael German retrouve la dignité de vice-premier ministre le 12 juin 2002. Le 18 juin, Rhodri Morgan le désigne ministre des Affaires rurales et du Pays de Galles à l’étranger. Carwyn Jones devient ministre du Gouvernement ouvert et conserve les Affaires d’assemblée,.
Après la victoire du Labour aux élections de l’Assemblée nationale du pays de Galles, le cabinet prend fin le 7 mai 2003, jour de la formation du troisième cabinet Morgan.

## Statut

### Intitulé gouvernemental
Au sens de la disposition 56 du Government of Wales Act 1998, le cabinet est le « comité exécutif » (executive committee en anglais) de l’Assemblée nationale du pays de Galles et l’attribution de son titre est une prérogative parlementaire. Or, le règlement intérieur de l’Assemblée le qualifie de « cabinet de l’Assemblée » (Assembly Cabinet en anglais),.
Au nom du cabinet, dans une déclaration du 27 novembre 2001, Rhodri Morgan prononce le souhait d’attribuer à la structure ministérielle le nom de « gouvernement de l’Assemblée galloise » (Welsh Assembly Governement en anglais et Llywodraeth Cynulliad Cymru en gallois). À compter du 1er mars 2002, le jour de la Saint-David, le cabinet se fait appeler le « gouvernement de l’Assemblée galloise ». Cette appellation n'entre dans la législation et dans le règlement intérieur qu’en 2007, sous la IIIe Assemblée,,,,.

### Postes ministériels
Chaque membre du cabinet de l’Assemblée prend rang selon l’ordre hiérarchique ministériel établi, :
1. Le « premier ministre » (First Minister en anglais et Prif Weinidog en gallois)[a] ;
2. Le « vice-premier ministre » (Deputy First Minister en anglais et Dirprwy Brif Weinidog en gallois)[b] ;
3. Les « ministres » (Ministers en anglais et Ggweinidogion en gallois)[c] ;
4. Les « vice-ministres » (Deputy Ministers en anglais et Dirprwy Weinidogion en gallois)[d].

## Composition

### Cabinet
Les ministres du cabinet sont nommés le 16 octobre 2000. Karen Sinclair, en qualité de whip en chef, y participe,,.
Michael German démissionne le 6 juillet 2001. Jennifer Randerson reprend la dignité de vice-premier ministre et Rhodri Morgan ajoute le portefeuille du Développement économique à sa fonction.
Le 26 février 2002, Carwyn Jones devient ministre des Affaires d’assemblée (en plus des Affaires rurales) et Andrew Davies remplace Rhodri Morgan en tant que ministre du Développement économique.
Le 12 juin 2002, Michael German reprend la dignité de vice-premier ministre. Le 18 juin suivant, le premier ministre le nomme ministre des Affaires rurales et du Pays de Galles à l’étranger et le portefeuille du Gouvernement ouvert est ajouté à la fonction de Carwyn Jones.
| Poste | Identité           | Mandat                            | Parti | Parti             |
| --- | ------------------ | --------------------------------- | ----- | ----------------- |
| Premier ministre First Minister                                                                                | Rhodri Morgan      | 16 octobre 2000 — 7 mai 2003      |       | Labour            |
| Vice-premier ministre Deputy First Minister                                                                    | Michael German     | 16 octobre 2000 — 6 juillet 2001  |       | Liberal Democrats |
| Vice-premier ministre Deputy First Minister                                                                    | Jennifer Randerson | 6 juillet 2001 — 13 juin 2002     |       | Liberal Democrats |
| Vice-premier ministre Deputy First Minister                                                                    | Michael German     | 13 juin 2002 — 7 mai 2003         |       | Liberal Democrats |
| Ministre du Développement économique Minister for Economic Development                                         | Michael German     | 16 octobre 2000 — 6 juillet 2001  |       | Liberal Democrats |
| Ministre du Développement économique Minister for Economic Development                                         | Rhodri Morgan      | 6 juillet 2001 — 26 février 2002  |       | Labour            |
| Ministre du Développement économique Minister for Economic Development                                         | Andrew Davies      | 26 février 2002 — 7 mai 2003      |       | Labour            |
| Ministre des Affaires d’assemblée et du Gouvernement ouvert Minister for Assembly Business and Open Government | Andrew Davies      | 16 octobre 2000 — 26 février 2002 |       | Labour            |
| Ministre des Affaires d’assemblée et du Gouvernement ouvert Minister for Assembly Business and Open Government | Carwyn Jones       | 26 février 2002 — 7 mai 2003      |       | Labour            |
| Ministre des Finances et des Communautés Minister for Finance and Communities                                  | Edwina Hart        | 16 octobre 2000 — 7 mai 2003      |       | Labour            |
| Ministre de l’Éducation et de la Formation continue Minister for Education and Lifelong Learning               | Jane Davidson      | 16 octobre 2000 — 7 mai 2003      |       | Labour            |
| Ministre de la Culture et des Sports Minister for Culture and Sports                                           | Jennifer Randerson | 16 octobre 2000 — 7 mai 2003      |       | Liberal Democrats |
| Ministre de l’Environnement Minister for Environment                                                           | Sue Essex          | 16 octobre 2000 — 7 mai 2003      |       | Labour            |
| Ministre des Affaires rurales et du Pays de Galles à l’étranger Minister for Rural Affairs and Wales Abroad    | Carwyn Jones       | 16 octobre 2000 — 18 juin 2002    |       | Labour            |
| Ministre des Affaires rurales et du Pays de Galles à l’étranger Minister for Rural Affairs and Wales Abroad    | Michael German     | 18 juin 2002 — 7 mai 2003         |       | Liberal Democrats |
| Ministre de la Santé et des Services sociaux Minister for Health and Social Services                           | Jane Hutt          | 16 octobre 2000 — 7 mai 2003      |       | Labour            |
| Titulaire d’un poste ayant des dispositions particulières pour être membre du cabinet                          |                    |                                   |       |                   |
| Whip en chef Chief Whip                                                                                        | Karen Sinclair     | 16 octobre 2000 — 7 mai 2003      |       | Labour            |

### Vice-ministres
Les vice-ministres du cabinet sont nommés le 17 octobre 2000.
| Poste | Identité          | Mandat                       | Parti | Parti             |
| --- | ----------------- | ---------------------------- | ----- | ----------------- |
| Vice-ministre du Développement économique Deputy Minister for Economic Development                                                 | Alun Pugh         | 17 octobre 2000 — 7 mai 2003 |       | Labour            |
| Vice-ministre du Gouvernement local Deputy Minister for Local Government                                                           | Peter Black       | 17 octobre 2000 — 7 mai 2003 |       | Liberal Democrats |
| Vice-ministre de la Santé Deputy Minister for Health                                                                               | Brian Gibbons     | 17 octobre 2000 — 7 mai 2003 |       | Labour            |
| Vice-ministre des Affaires rurales, de la Culture et de l’Environnement Deputy Minister for Rural Affairs, Culture and Environment | Delyth Evans      | 17 octobre 2000 — 7 mai 2003 |       | Labour            |
| Vice-ministre de l’Éducation et de la Formation continue Deputy Minister for Education and Lifelong Learning                       | Huw Lewis         | 17 octobre 2000 — 7 mai 2003 |       | Labour            |
| Titulaire d’un poste ayant des dispositions particulières pour être considéré parmi les vice-ministres                             |                   |                              |       |                   |
| Président du comité de surveillance d’Objectif un Chair of Objective One Monitoring Committee                                      | Christine Chapman | 16 octobre 2000 — 7 mai 2003 |       | Labour            |